# هرلی (داکوتای جنوبی)
هرلی(به انگلیسی: Hurley) شهری در ایالت داکوتای جنوبی کشور ایالات متحده آمریکا است که جمعیت آن در سرشماری سال ۲۰۱۰ میلادی، ۴۱۵ نفر بوده‌است.